# Chaque Che
Eduardo Ramírez, conocido como Chaque Che, (n. en San Miguel, provincia de Corrientes - f. en Aristóbulo del Valle, provincia de Misiones) fue sargento de policía de prolongada actuación en el centro-norte del Territorio Provincial de Misiones. En una época bravía, con precarios medios y a caballo, imponía orden a fuerza de valor y coraje.
Es considerado el primer héroe de la Policía de la Provincia de Misiones, institución que cada año lo recuerda en el cementerio San Jerónimo de Villa Salto Encantado, un pueblo ubicado en el municipio de Aristóbulo del Valle en el Departamento Cainguás, provincia de Misiones, Argentina. Allí se le rinde homenaje y se deposita una corona de flores en su tumba, y frente a la Comisaría -donde está emplazado su monumento- se desarrolla el acto principal.
Además fue reconocido como héroe por un acto de reafirmación argentina de la frontera y en el año 1977 se le asigna el nombre de «Sargento Eduardo Ramírez» (el Chaque-Che) policía de la zona y de no muy antigua data, a la escuela provincial N.º 613 de Tobuna, una localidad argentina ubicada en el departamento San Pedro de la Provincia de Misiones. Depende administrativamente del municipio de San Pedro, de cuyo centro urbano dista unos 36 kilómetros.

Eduardo Ramírez, era un hombre de piel cobriza, de voz ronca y poca barba. Nació en San Miguel, Provincia de Corrientes y desde muy joven peleó con los indios. Allá por el año 1905 prestó servicio a la Policía de Frontera del Chaco. Cinco años después, llegó a Misiones para hacerse famoso con el nombre del Sargento Chaque Ché.
Cuenta la historia que una madrugada el Sargento Ramírez interceptó una partida de contrabandistas y que dejó a Ramírez sin balas. Uno de los bandidos no pudo escapar y siguió disparando al Sargento, quién al grito "Chaque Ché" contestaba los balazos con su machete.
Cuando el delincuente fue arrestado, Ramírez tenía su uniforme hecho jirones y un apodo que se recordará por cientos de años.
Policía de la Provincia de Misiones

## El origen del nombre
Alrededor de 1910, Ramírez llegó al Territorio Provincial de Misiones para hacerse famoso con el nombre del Sargento Chaque Che, expresión característica del mencho correntino guaranítico.
No por repetida pierde valor la de una madrugada en que el Sargento Ramírez interceptó una partida de contrabandistas que pronto lo dejó sin balas. Uno de los bandidos se quedó y siguió disparando al Sargento, quién al grito "Chaque Che" contestaba los balazos con su machete. Cuando el delincuente fue arrestado, Ramírez tenía su uniforme hecho jirones y un apodo que se recordará por todos los misioneros.